# Долой оружие!
Долой оружие! (нем. Die Waffen nieder!) — самый известный роман австрийской писательницы и активистки движения за мир Берты фон Зутнер. Книга была издана в 1889 году издательством Эдгара Пирсона в Дрездене, за короткое время приобрела выдающуюся популярность и была переведена более чем на 15 языков. Только до 1905 года роман был напечатан различными немецкоязычными издательствами в 37 изданиях. «Долой оружие!» считался важнейшим произведением антивоенной литературы до тех пор, пока в 1929 году не вышла книга Эриха Ремарка «На Западном фронте без перемен».

## Сюжет
В книге от первого лица описывается жизнь графини Марты Альтхаус, приехавшей из Вены, в контексте четырёх войн. В Сардинской войне 1859 года между Австрией, Сардинией и Францией Марта потеряла своего первого мужа, графа Арно Доцки, в возрасте 19 лет. Затем она становится убежденной пацифисткой. Её второй муж, барон Фридрих Тиллинг, разделяет её взгляды, хотя сам является офицером австрийской армии. Он принимал участие в составе австрийской армии в германо-датской войне 1864 года и германской войне 1866 года.
Сестры Марты и её брат умирают в результате холеры, вызванной войной, и её отец также умирает в горе из-за потери своих детей. Затем её муж уходит из армии, чтобы поддержать мирную деятельность Марты. Когда они были в Париже в 1870 году, разразилась франко-прусская война, её муж был расстрелян по подозрению в том, что он был прусским шпионом. Затем её сын Рудольф от первого брака начинает поддерживать цели своей матери.
Берта фон Зутнер сознательно выбрала для своего запроса форму романа вместо научно-популярной книги, так как считала, что это позволит ей охватить более широкую аудиторию. Большая популярность книги отчасти объясняется тем, что, помимо вопроса о войне и мире, в ней также затрагивается самооценка и роль женщины в обществе.

## Другие проекты автора
С 1892 по 1899 год Берта фон Зутнер вместе с Альфредом Фридом также издавала журнал «Долой оружие! Ежемесячный журнал для продвижения движения за мир» (нем. Die Waffen nieder! Monatsschrift zur Förderung der Friedensbewegung), который в том числе был удостоен Нобелевской премии мира в 1911 году.
Продолжение романа, изданное в 1903 году под названием «Дети Марты» (нем. Marthas Kinder), не добился популярности первой книги.

## Экранизации
«Долой оружие!» был экранизирован дважды, первый раз в 1914 году как датский фильм. Сценарий написал Карл Дрейер, поставил Хольгер-Мадсен. Премьера состоялась 14 августа 1924 года в США.
В 1952 году произведение было экранизировано во второй раз.